# Rzhanitsa Corona
Rzhanitsa Corona est une corona, formation géologique en forme de couronne, située sur la planète Vénus par -17,6° S et 214,6° E. Elle est localisée dans le quadrangle de Taussig. Elle a été nommée en référence à Rzhanitsa, déesse russe des champs de seigle. 

## Géographie et géologie
Rzhanitsa Corona couvre une surface circulaire d'environ 450 km de diamètre. Cette formation fait partie des 59 coronae de plus de 400 km de diamètre sur la surface de Vénus.